# Lysanias
Lysanias is de naam van twee heersers van het Koninkrijk Chalkis. Lysanias de Oudere regeerde van 40 tot 33 v.Chr., Lysanias de Jongere regeerde van 4 v.Chr. tot 37 na Chr. Verwantschap tussen beide is niet duidelijk (zoon, kleinzoon, neef...?)

## Lysanias de Oudere
De moeder van Lysanias de Oudere, Alexandra, was een zus van Antigonus (Hasmoneeën). De steun die Lysanias gaf bij de staatsgreep die Antigonus pleegde, zorgde ervoor dat hij door Marcus Antonius in 33 v.Chr. werd geëxecuteerd en zijn land werd geschonken aan Antonius' geliefde Cleopatra. Zijn zoon Zenodorus probeerde tevergeefs het land te heroveren. In 23 v.Chr. gaf keizer Augustus de regio Chalkis-Abilene aan Herodes de Grote.

## Lysanias de Jongere
Volgens Lucas (3:1) was Lysanias de Jongere bij de dood van Herodes de Grote in 4 v.Chr. gouverneur van de regio Abilene. De strijd tussen de vier kinderen van Herodes had tot gevolg dat het Koninkrijk Chalkis op termijn terug weer onafhankelijk werd. Lysanias werd van gouverneur, tetrarch en na de dood van Filippus (tetrarch) in 34, koning. In 37 na Chr. werd de bejaarde Lysanias vervangen door de pas vrijgelaten Herodes Agrippa I, die onmiddellijk de titel koning verwierf, dit tot groot ongenoegen van zijn oom Herodes Antipas, die een klacht neerlegde bij Caligula.  In 39 werd Antipas ontdaan van titel en land en 41 schonk Herodes Agrippa I het koninkrijk aan zijn broer Herodes van Chalkis.